# Ryökky
Ryökky är en sjö i kommunen Kides i landskapet Norra Karelen i Finland. Arean är 36 hektar och strandlinjen är 3,52 kilometer lång. Sjön  ingår i Tohmajokis huvudavrinningsområde.   Den ligger omkring 75 kilometer söder om Joensuu och omkring 340 kilometer nordöst om Helsingfors. 